# 25273 Баррікароль
25273 Баррікароль (25273 Barrycarole) — астероїд головного поясу, відкритий 15 листопада 1998 року.
Тіссеранів параметр щодо Юпітера — 3,277.